# 陈学森
陈学森，中华人民共和国政治人物、全国脱贫攻坚先进个人。

## 生平
陈学森任山东农业大学园艺科学与工程学院教授。因在脱贫攻坚战中作出突出贡献，2021年2月25日全国脱贫攻坚总结表彰大会上，陈学森被授予“全国脱贫攻坚先进个人”。